# Andy Fraser
Andy Fraser (născut Andrew McLan Fraser, 3 iulie 1952 - d.16 martie 2015) a fost un muzician britanic, cel mai cunoscut ca textier și basist al trupei Free.